# Peter V. Neffenger
Peter Vance Neffenger (nacido en 1955) es un almirante de la Guardia Costera de los Estados Unidos y servidor público que se desempeñó como Administrador de la Administración de Seguridad en el Transporte desde julio de 2015 hasta el 20 de enero de 2017.

## Educación y servicio militar
Neffenger realizó estudios en la Universidad Baldwin Wallace. Tiene un MPA de la Universidad de Harvard, una maestría en Seguridad Nacional y Estudios Estratégicos del Colegio de Guerra Naval de los Estados Unidos y una maestría en Administración de Empresas de la Universidad de Míchigan Central.
Neffenger se unió a la Guardia Costera en 1981 y fue comisionado en 1982 a través de la Escuela de Candidatos a Oficiales de la Guardia Costera. El vicealmirante Neffenger es miembro del Consejo del Pacífico sobre Política Internacional y exmiembro del Comité de Asignaciones del Senado. Neffenger fue vicealmirante de la Guardia Costera de los Estados Unidos y se desempeñó como vicecomandante de la Guardia Costera desde el 20 de mayo de 2014. Anteriormente se desempeñó como subcomandante de operaciones, subcomandante nacional de incidentes para el derrame de petróleo de Deepwater Horizon en 2010, Director de Administración Estratégica y Doctrina de la Guardia Costera, Comandante del Noveno Distrito de la Guardia Costera, Comandante del Sector de la Guardia Costera Los Ángeles, Capitán del Puerto y Coordinador Federal de Seguridad Marítima, Oficial de Presupuesto de la Guardia Costera y Oficial de Enlace de la Guardia Costera al Territorio de Samoa Americana.
El 28 de abril de 2015, fue nominado por el presidente Barack Obama para ser el administrador de la Administración de Seguridad del Transporte. El 23 de junio de 2015, el Senado confirmó al Vicealmirante Neffenger como el próximo Administrador de la Administración de Seguridad del Transporte (TSA).